# Turniej o Złoty Kask 1970
Turniej o Złoty Kask 1970 – rozegrany w sezonie 1970 turniej żużlowy z cyklu rozgrywek o „Złoty Kask”. Wygrał Jan Mucha, drugi był Paweł Waloszek i Andrzej Wyglenda stanął na najniższym stopniu.

## Wyniki
Czołówka piątka

### I turniej
- 14 czerwca 1970 r. (niedziela), Leszno

| Msc. | Zawodnik         | Klub                 | Pkt |  |  |
| ---- | ---------------- | -------------------- | --- |  |  |
| 1    | Henryk Glücklich | Polonia Bydgoszcz    | 12  |  |  |
| 2    | Jerzy Szczakiel  | Kolejarz Opole       | 11  |  |  |
| 3    | Stanisław Kasa   | Polonia Bydgoszcz    | 10  |  |  |
| 4    | Antoni Woryna    | ROW Rybnik           | 9   |  |  |
| 5    | Paweł Waloszek   | Śląsk Świętochłowice | 9   |  |  |

### II turniej
- 19 czerwca 1970 r. (piątek), Świętochłowice

| Msc. | Zawodnik         | Klub                 | Pkt |  |  |
| ---- | ---------------- | -------------------- | --- |  |  |
| 1    | Jan Mucha        | Śląsk Świętochłowice | 14  |  |  |
| 2    | Paweł Waloszek   | Śląsk Świętochłowice | 12  |  |  |
| 3    | Jerzy Szczakiel  | Kolejarz Opole       | 12  |  |  |
| 4    | Andrzej Wyglenda | ROW Rybnik           | 12  |  |  |
| 5    | Józef Jarmuła    | Śląsk Świętochłowice | 11  |  |  |

### III turniej
- 26 czerwca 1970 r. (piątek), Rybnik

| Msc. | Zawodnik        | Klub                 | Pkt |  |  |
| ---- | --------------- | -------------------- | --- |  |  |
| 1    | Antoni Woryna   | ROW Rybnik           | 14  |  |  |
| 2    | Jan Mucha       | Śląsk Świętochłowice | 12  |  |  |
| 3    | Paweł Waloszek  | Śląsk Świętochłowice | 11  |  |  |
| 4    | Józef Jarmuła   | Śląsk Świętochłowice | 10  |  |  |
| 5    | Zygfryd Friedek | Kolejarz Opole       | 9   |  |  |

### IV turniej
- 3 lipca 1970 r. (piątek), Bydgoszcz

| Msc. | Zawodnik         | Klub                 | Pkt |  |  |
| ---- | ---------------- | -------------------- | --- |  |  |
| 1    | Andrzej Wyglenda | ROW Rybnik           | 14  |  |  |
| 2    | Jan Mucha        | Śląsk Świętochłowice | 13  |  |  |
| 3    | Jerzy Szczakiel  | Kolejarz Opole       | 11  |  |  |
| 4    | Antoni Woryna    | ROW Rybnik           | 10  |  |  |
| 5    | Henryk Glücklich | Polonia Bydgoszcz    | 9   |  |  |

### V turniej
- 10 lipca 1970 r. (piątek), Gorzów Wielkopolski

| Msc. | Zawodnik         | Klub                 | Pkt |  |  |
| ---- | ---------------- | -------------------- | --- |  |  |
| 1    | Andrzej Wyglenda | ROW Rybnik           | 14  |  |  |
| 2    | Jan Mucha        | Śląsk Świętochłowice | 12  |  |  |
| 3    | Paweł Waloszek   | Śląsk Świętochłowice | 12  |  |  |
| 4    | Zygfryd Friedek  | Kolejarz Opole       | 10  |  |  |
| 5    | Henryk Glücklich | Polonia Bydgoszcz    | 9   |  |  |

### VI turniej
- 31 lipca 1970 r. (piątek), Opole

| Msc. | Zawodnik          | Klub                 | Pkt |  |  |
| ---- | ----------------- | -------------------- | --- |  |  |
| 1    | Antoni Woryna     | ROW Rybnik           | 12  |  |  |
| 2    | Zygfryd Friedek   | Kolejarz Opole       | 12  |  |  |
| 3    | Paweł Waloszek    | Śląsk Świętochłowice | 11  |  |  |
| 4    | Stanisław Skowron | Kolejarz Opole       | 11  |  |  |
| 5    | Edmund Migoś      | Stal Gorzów Wlkp.    | 9   |  |  |

### VII turniej
- 7 sierpnia 1970 r. (piątek), Wrocław

| Msc. | Zawodnik         | Klub                 | Pkt |  |  |
| ---- | ---------------- | -------------------- | --- |  |  |
| 1    | Paweł Waloszek   | Śląsk Świętochłowice | 12  |  |  |
| 2    | Henryk Glücklich | Polonia Bydgoszcz    | 12  |  |  |
| 3    | Zygfryd Friedek  | Kolejarz Opole       | 11  |  |  |
| 4    | Edmund Migoś     | Stal Gorzów Wlkp.    | 11  |  |  |
| 5    | Zygmunt Pytko    | Unia Tarnów          | 10  |  |  |

### VIII turniej
- 9 października 1970 r. (piątek), Gdańsk

| Msc. | Zawodnik           | Klub                 | Pkt |  |  |
| ---- | ------------------ | -------------------- | --- |  |  |
| 1    | Paweł Waloszek     | Śląsk Świętochłowice | 13  |  |  |
| 2    | Jan Mucha          | Śląsk Świętochłowice | 13  |  |  |
| 3    | Józef Jarmuła      | Śląsk Świętochłowice | 13  |  |  |
| 4    | Jerzy Trzeszkowski | Sparta Wrocław       | 12  |  |  |
| 5    | Zbigniew Podlecki  | Wybrzeże Gdańsk      | 11  |  |  |

## Klasyfikacja końcowa
Uwaga!: Odliczono dwa najgorsze wyniki.
| Poz | Zawodnik            | Klub                 | LES | ŚWI | RYB | BDG | GOR | OPO | WRO | GDA | Punkty |
| --- | ------------------- | -------------------- | --- | --- | --- | --- | --- | --- | --- | --- | ------ |
| 1   | Jan Mucha           | Śląsk Świętochłowice | 6   | 14  | 12  | 13  | 12  | 8   | 6   | 13  | 72     |
| 2   | Paweł Waloszek      | Śląsk Świętochłowice | 9   | 12  | 11  | 6   | 12  | 11  | 12  | 13  | 71     |
| 3   | Andrzej Wyglenda    | ROW Rybnik           | 8   | 12  | 9   | 14  | 14  | 5   | 10  | 9   | 68     |
| 4   | Antoni Woryna       | ROW Rybnik           | 9   | 5   | 14  | 10  | 8   | 12  | 10  | 5   | 63     |
| 5   | Henryk Glücklich    | Polonia Bydgoszcz    | 12  | 9   | 3   | 9   | 9   | 6   | 12  | 7   | 58     |
| 6   | Jerzy Szczakiel     | Kolejarz Opole       | 11  | 12  | 8   | 11  | 6   | 7   | 9   | –   | 58     |
| 7   | Zygfryd Friedek     | Kolejarz Opole       | 7   | 7   | 9   | 7   | 10  | 12  | 11  | –   | 56     |
| 8   | Józef Jarmuła       | Śląsk Świętochłowice | 6   | 11  | 10  | 8   | 6   | 6   | –   | 13  | 54     |
| 9   | Stanisław Kasa      | Polonia Bydgoszcz    | 10  | 4   | 8   | 9   | 8   | 7   | 7   | 6   | 49     |
| 10  | Edmund Migoś        | Stal Gorzów Wlkp.    | 7   | 4   | 5   | 9   | 7   | 9   | 11  | 1   | 48     |
| 11  | Zygmunt Pytko       | Unia Tarnów          | 7   | 3   | 8   | 3   | –   | 7   | 10  | 0   | 38     |
| 12  | Stanisław Skowron   | Kolejarz Opole       | 6   | 4   | 5   | 3   | 0   | 11  | 6   | –   | 35     |
| 13  | Henryk Żyto         | Wybrzeże Gdańsk      | 8   | 8   | 4   | 5   | –   | 5   | 0   | 4   | 34     |
| 14  | Jerzy Trzeszkowski  | Sparta Wrocław       | 0   | 7   | 7   | 0   | 5   | –   | –   | 12  | 31     |
| 15  | Piotr Bruzda        | Sparta Wrocław       | 7   | 2   | 2   | 1   | 7   | 5   | 3   | 5   | 29     |
| 16  | Stanisław Tkocz     | ROW Rybnik           | 5   | 4   | 5   | 9   | 3   | –   | –   | –   | 26     |
| 17  | Zbigniew Podlecki   | Wybrzeże Gdańsk      | –   | –   | –   | –   | –   | 2   | 5   | 11  | 18     |
| 18  | Jerzy Gryt          | ROW Rybnik           | –   | –   | –   | –   | –   | 6   | 5   | –   | 11     |
| 19  | Wiktor Waloszek     | Śląsk Świętochłowice | –   | –   | –   | –   | –   | –   | 3   | 7   | 10     |
| 20  | Jerzy Padewski      | Stal Gorzów Wlkp.    | –   | –   | –   | –   | 8   | –   | –   | –   | 8      |
| 21  | Leszek Marsz        | Wybrzeże Gdańsk      | –   | –   | –   | –   | –   | –   | –   | 8   | 8      |
| 22  | Ryszard Dziatkowiak | Stal Gorzów Wlkp.    | –   | –   | –   | –   | 3   | –   | –   | –   | 3      |
| 23  | Jan Tkocz           | Wybrzeże Gdańsk      | –   | –   | –   | –   | –   | –   | –   | 3   | 3      |
| 24  | Jan Sulewski        | Wybrzeże Gdańsk      | –   | –   | –   | –   | –   | –   | –   | 2   | 2      |

| Kolor    | Wynik      |
| -------- | ---------- |
| Złoty    | Zwycięzca  |
| Srebrny  | 2. miejsce |
| Brązowy  | 3. miejsce |
| Limanowy | 4. miejsce |
| cyjan    | 5. miejsce |